# Chrysostomos Chrysostomou
Chrysostomos Chrysostomou (in greco: Χρυσόστομος Χρυσοστόμου; 20 ottobre 1973) è un ex calciatore cipriota, di ruolo centrocampista.

## Carriera

### Club
Ha giocato nella massima serie cipriota con Apollon Limassol e AEL Limassol.

### Nazionale
Ha giocato 3 partite con la nazionale cipriota, tutte nel 1999.